# Laurentthomasita
La laurentthomasita és un mineral de la classe dels silicats. Rep el nom de Laurent Thomas (n. 1971), geòleg, prospector i distribuïdor de minerals, especialment d'antigues zones africanes com Madagascar.

## Característiques
La laurentthomasita és un ciclosilicat de fórmula química Mg₂K(Be₂Al)Si₁₂O30. Va ser aprovada com a espècie vàlida per l'Associació Mineralògica Internacional l'any 2019, sent publicada per primera vegada el 2020. Cristal·litza en el sistema hexagonal. La seva duresa a l'escala de Mohs és 6. És l'anàleg de magnesi de la milarita.
Les mostres que van servir per a determinar l'espècie, el que es coneix com a material tipus, es troben conservades a les col·leccions del Museu Nacional d'Història Natural, a París (França), amb els números de catàleg: 218.1_a, 218.1_b i 218.1_c.

## Formació i jaciments
Va ser descoberta a Beravina, Ambaro (Madagascar), on es troba en forma de cristalls hexagonals euèdrics {0001} d'un màxim 15 mm de llarg i 5 mm de gruix. Es tracta de l'únic indret de tot el planeta on ha estat descrita aquesta espècie mineral.